# سيغبرت أينشتاين
سيغبرت أينشتاين (25 أكتوبر 1889، باد بوخاو - 24 ديسمبر 1968، ريدلينغن) كان سياسيًا يهوديًا ألمانيًا، وعامل مصنع، وموظفًا مدنيًا، محاميًا، أحد الناجين من الهولوكوست، آخر يهودي عاش من الجالية اليهودية في باد بوخاو.